# العلاقات المجرية الليختنشتانية
العلاقات المجرية الليختنشتانية هي العلاقات الثنائية التي تجمع بين المجر وليختنشتاين.

## مقارنة بين البلدين
هذه مقارنة عامة ومرجعية للدولتين:
| وجه المقارنة                                              | المجر                                                       | ليختنشتاين                                 |
| --------------------------------------------------------- | ----------------------------------------------------------- | ------------------------------------------ |
| المساحة (كم2)                                             | 93.04 ألف                                                   | 16                                         |
| عدد السكان (نسمة)                                         | 9.78 مليون                                                  | 37.47 ألف                                  |
| الكثافة السكانية (ن./كم²)                                 | 105.12                                                      | 234.19 ألف                                 |
| العاصمة                                                   | بودابست                                                     | فادوتس                                     |
| اللغة الرسمية                                             | لغة مجرية                                                   | اللغة الألمانية                            |
| العملة                                                    | فورنت مجري                                                  | فرنك سويسري                                |
| الناتج المحلي الإجمالي (بليون دولار)                      | 139.14 مليار                                                | 6.29 مليار                                 |
| الناتج المحلي الإجمالي (تعادل القوة الشرائية) بليون دولار | 260.42 مليار                                                |                                            |
| الناتج المحلي الإجمالي الاسمي للفرد دولار أمريكي          | 12.36 ألف                                                   |                                            |
| الناتج المحلي الإجمالي للفرد دولار أمريكي                 | 25.07 ألف                                                   |                                            |
| مؤشر التنمية البشرية                                      | 0.828                                                       | 0.908                                      |
| رمز المكالمات الدولي                                      | +36                                                         | +423                                       |
| رمز الإنترنت                                              | .hu                                                         | .li                                        |
| المنطقة الزمنية                                           | ت ع م+01:00، ت ع م+02:00، أوروبا/بودابست ‏، توقيت وسط أوروبا | توقيت وسط أوروبا، ت ع م+01:00، ت ع م+02:00 |

## منظمات دولية مشتركة
يشترك البلدان في عضوية مجموعة من المنظمات الدولية، منها:
| علم المنظمة | اسم المنظمة                    | تاريخ انضمام المجر | تاريخ انضمام ليختنشتاين |
| ----------- | ------------------------------ | ------------------ | ----------------------- |
|             | الاتحاد البريدي العالمي        | ?                  | ?                       |
|             | منظمة حظر الأسلحة الكيميائية   | ?                  | ?                       |
|             | منظمة التجارة العالمية         | 1995               | ?                       |
|             | الأمم المتحدة                  | 14 ديسمبر 1955     | 18 سبتمبر 1990          |
|             | منظمة الشرطة الجنائية الدولية  | ?                  | ?                       |
|             | الاتحاد الدولي للاتصالات       | 1866               | 25 يوليو 1963           |
|             | مجلس أوروبا                    | 6 نوفمبر 1990      | ?                       |
|             | منظمة الأمن والتعاون في أوروبا | 25 يونيو 1973      | 25 يونيو 1973           |

## وصلات خارجية
- موقع وزارة الخارجية المجرية